# 兴宁镇
兴宁镇为湖南省资兴市所辖镇。2012年4月，原坪石乡、何家山乡、兴宁镇成建制合并，同时自原碑记乡并入茶田、岗岭2个建制村。兴宁镇辖33个行政村、3个社区，总面积219.58平方公里，总人口3.45万人，镇政府驻管子壕（原兴宁镇政府驻地）。

## 区划
- 合并前的兴宁镇下辖兴宁社区、菜农村、山海村、海水村、水栗村、大石村、近城村、枫枧村、仙桥村、岭脚村、心田村、竹园村、十龙村共计12行政村和1社区。
- 撤销前的坪石乡下辖坪石社区、朝光村、昆村、大铺村、杭溪村、李家洞村、税里村、坪石村、清塘村、沙田村、石盈村共计10行政村和1社区。
- 撤销前的坪石乡下辖何家山社区、西坌村、何家山村、新铺头村、光田村、石宝村、两江村、和安村、百加村、长坌村共计9行政村和1社区。
- 自原碑记乡并入茶田和岗岭2行政村。